# Geher-Länderkampf der Männer 1955 BR Deutschland – Schweiz
| 10. Leichtathletik-Länderkampf mit bundesdeutscher Beteiligung 1955 | 10. Leichtathletik-Länderkampf mit bundesdeutscher Beteiligung 1955 |               |
| ------------------------------------------------------------------- | ------------------------------------------------------------------- | ------------- |
|                                                                     |                                                                     |               |
| Geher-Vergleich der Männer: BR Deutschland – Schweiz                |                                                                     |               |
| Austragungsort                                                      | Gießen                                                              |               |
| Wettbewerbe                                                         | 2                                                                   |               |
| Datum                                                               | 21. August                                                          |               |
| 1. CHE 2. FRG                                                       | 31 P 12 P                                                           |               |
| Chronik                                                             |                                                                     |               |
| ← NLD-FRG (F)                                                       | DNK-FRG (M) →                                                       | DNK-FRG (M) → |

Der zehnte Vergleich des Länderkampfjahres 1955 bestand wieder in einem Wettkampf der Geher. Gegner am 21. August in Gießen war die Schweiz. Diese Begegnung fand zum ersten Mal statt.

## Wettbewerbe und Modus
Wie im ersten Geher-Wettkampf des Jahres gegen Dänemark standen zwei Wettbewerbe auf dem Programm, jedoch betrug die kürzere Distanz hier nicht zehn, sondern zwanzig Kilometer. Außerdem wurde ein Straßengehen über fünfzig Kilometer durchgeführt. Von vier Startern je Land in den beiden Wettbewerben kamen die jeweils besten drei in die Wertung. Der erste Rang brachte sieben Punkte, der zweite fünf, der dritte vier usw. Der sechste Platz wurde noch mit einem Punkt belohnt.

## Ergebnis
Die starken Schweizer Geher gestalteten den Wettkampf hoch dominant. Im Wettbewerb über zwanzig Kilometer erzielten sie einen Dreifacherfolg, über fünfzig Kilometer lagen zwei Schweizer vorn, der drittbeste folgte auf Rang vier. Außerdem erreichten auf der langen Distanz nur zwei bundesdeutsche Sportler das Ziel. So unterlag die Bundesrepublik Deutschland überaus deutlich mit zwölf zu 31 Punkten.

## Legende
Kurze Übersicht zur Bedeutung der Symbolik – so üblicherweise auch in sonstigen Veröffentlichungen verwendet:
| DNF | nicht im Ziel (did not finish) |

## Resultat

### 20-km-Gehen
| Platz | Athletin        | Land | Zeit (h)  |
| ----- | --------------- | ---- | --------- |
| 1     | Louis Marquis   | CHE  | 1:45:31,0 |
| 2     | Gabriel Reymond | CHE  | 1:45:31,0 |
| 3     | Alois Schneider | CHE  | 1:46:48,8 |
| 4     | Viktor Siuda    | FRG  | 1:50:29,0 |
| 5     | Claus Biethan   | FRG  | 1:51:08,0 |
| 6     | Willy Voß       | FRG  | 2:05:17,6 |
| DNF   | Wolfgang Döring | FRG  |           |

Die Schweiz stellte nur drei Teilnehmer.

### 50-km-Gehen
| Platz | Athletin         | Land | Zeit (h)  |
| ----- | ---------------- | ---- | --------- |
| 1     | René Charrière   | CHE  | 4:52:12,0 |
| 2     | Georges Dumoulin | CHE  | 4:56:16,8 |
| 3     | Robert Kübler    | FRG  | 4:58:47,0 |
| 4     | Georges Favre    | CHE  | 5:16:44,0 |
| 5     | Gustav Peinemann | FRG  | 5:21:54,0 |
| DNF   | Walter Stoltz    | FRG  |           |
| DNF   | Emil Griem       | FRG  |           |
| DNF   | Zuberbühler      | CHE  |           |